# 574
سنة 574 م (بالأرقام الرومانية: DLXXIV) كانت سنة بسيطة تبدأ يوم الإثنين (الرابط يظهر نموذج الجدول الزمني الكامل للسنة) من التقويم اليولياني. بدأت تسمية السنة ب574 منذ العصور الوسطى المبكرة، عندما أصبح تقويم أنو دوميني هو الأسلوب السائد في أوروبا لتسمية السنوات.

## مواليد
- شوتوكو تايشي سياسي ياباني
- مار كبرئيل

## وفيات
- سيف بن ذي يزن
- الخرنق بنت بدر
- كليف ملك اللومبارد
- يوحنا الثالث (بابا روما)